# Kathleen Redhead
Kathleen Redhead (* um 1955, verheiratete Kathleen Cashmore) ist eine englische Badmintonspielerin. 

## Karriere
Kathleen Redhead gewann zwei englische Juniorentitel sowie Bronze bei der Junioreneuropameisterschaft 1973. 1976 und 1980 war sie bei den Portugal International erfolgreich, 1979 bei den Irish Open und ebenfalls 1980 bei den Czechoslovakian International. In der englischen Nationalmannschaft wurde sie einmal eingesetzt.

## Sportliche Erfolge
| Saison | Veranstaltung                             | Disziplin   | Platz | Name                               |
| ------ | ----------------------------------------- | ----------- | ----- | ---------------------------------- |
| 1973   | England: Einzelmeisterschaft der Junioren | Damendoppel | 1     | Anne Forrest / Kathleen Redhead    |
| 1973   | Junioreneuropameisterschaft               | Damendoppel | 3     | Kathleen Redhead / D. Kirby        |
| 1974   | England: Einzelmeisterschaft der Junioren | Damendoppel | 1     | A. Gardner / Kathleen Redhead      |
| 1976   | Portugal International                    | Mixed       | 1     | Peter Bullivant / Kathleen Redhead |
| 1976   | Portugal International                    | Damendoppel | 1     | Jane Webster / Kathleen Redhead    |
| 1979   | Victor Cup                                | Mixed       | 1     | Tim Stokes / Kathleen Redhead      |
| 1979   | Irish Open                                | Mixed       | 1     | Duncan Bridge / Kathleen Redhead   |
| 1980   | Portugal International                    | Mixed       | 1     | Ray Rofe / Kathleen Redhead        |
| 1980   | Czechoslovakian International             | Damendoppel | 1     | Kathleen Redhead / Gillian Clark   |
| 1980   | Portugal International                    | Damendoppel | 1     | Gillian Clark / Kathleen Redhead   |

## Referenzen
- http://www.badmintonengland.co.uk/core/core_picker/download.asp?id=11475

| Personendaten    | Personendaten                |
| ---------------- | ---------------------------- |
| NAME             | Redhead, Kathleen            |
| ALTERNATIVNAMEN  | Cashmore, Kathleen           |
| KURZBESCHREIBUNG | englische Badmintonspielerin |
| GEBURTSDATUM     | um 1955                      |